# Ida Busbridge
Ida Winifred Busbridge (* 10. Februar 1908 in Plumstead, England; † 27. Dezember 1988 in London Borough of Bromley, England) war eine britische Mathematikerin und Hochschullehrerin, die von 1935 bis 1970 an der Universität Oxford lehrte. Sie war die erste Frau, die ein Oxford-Stipendium in Mathematik erhielt.

## Leben und Forschung
Busbridge war das jüngste von vier Kindern und erhielt ab 1914 ihre Grundschulausbildung an der London County Council Schule in Plumstead, an der ihre Mutter nach dem Tod des Ehemannes als Grundschullehrerin arbeitete. 1918 besuchte sie das Christ's Hospital in Hertford, das bis 1902 koedukativ gewesen und zu dieser Zeit eine reine Mädchenschule war. 1923 erhielt sie dort das Cambridge School Certificate, 1925 das Higher School Certificate mit Intermediate Exemption.  1926 studierte sie Mathematik am Royal Holloway College und erhielt zwei Stipendien, das Royal Holloway College Entrance Stipendium, mit dem sie drei Jahre lang 60 Pfund pro Jahr erhielt, und ein Christ's Hospital Stipendium, mit dem sie drei Jahre lang 50 Pfund pro Jahr erhielt. 1929 war sie die beste Studentin bei den Abschlussprüfungen für Mathematik an der gesamten Universität London und wurde mit dem Sir John Lubbock-Preis ausgezeichnet. Sie war nicht nur die beste Studentin von Royal Holloway, sondern um den Lubbock-Preis zu gewinnen, musste sie von allen Mathematikstudenten an allen Londoner University Colleges an erster Stelle stehen. 1933 reichte sie ihre M.Sc. Diplomarbeit über Fourier Integrale ein, die von Godfrey Harold Hardy als externer Prüfer geprüft wurde. Sie erhielt den Abschluss „mit Auszeichnung“. Basierend auf den Ergebnissen ihrer Diplomarbeit veröffentlichte sie die Arbeit über allgemeine Transformationen mit Kernen vom Fourier-Typ, die 1934 im Journal der London Mathematical Society erschien.  Nachdem sie einen Master-Abschluss mit Auszeichnung erhalten hatte, zog sie 1935 nach Oxford, um an fünf Frauenhochschulen Mathematik zu lehren. In den nächsten sechs Jahren war sie als Dozentin und Tutorin tätig und arbeitete im Wesentlichen als Tutorin am College, allerdings ohne Titel. Während ihrer Lehrzeit an der University of Oxford arbeitete sie daran, den Zugang zur Universität zu verbessern und die Zahl der weiblichen Mathematikstudenten in Oxford zu erhöhen. Sie übersah oft niedrigere Noten, wenn sie das Gefühl hatte, dass die Schüler fähig waren. In dieser Zeit verbrachten Schüler, die renommierte kostenpflichtige Schulen besuchten, oft drei Jahre in ihrer sechsten Klasse, bevor sie zur Universität gingen, und viele erhielten ein umfassendes Coaching für Oxford-Interviews. Gymnasien hingegen verfügten normalerweise nur über wenig Ressourcen, so dass Mädchen oft weniger vorbereitet waren als ihre privat ausgebildeten Kollegen. Während des Zweiten Weltkriegs bildete sie in Oxford auch Physiker und Ingenieure aus, da andere Mathematiker der Universität zu besonderen Kriegsdiensten einberufen worden waren. Gegen Ende des Krieges war sie enttäuscht über den Mangel an Möglichkeiten für Akademikerinnen in Oxford und bewarb sich um eine Stelle in Cambridge. Als Reaktion darauf machte das St Hugh’s College sie 1945 schließlich zum Fellow und zur Tutorin. 1946 erhielt sie als erste Frau ein Stipendium des St. Hugh's College in Oxford.  1962 wurde sie von der University of Oxford zum Doktor der Naturwissenschaften ernannt. Sie war auch ein Fellow der Royal Astronomical Society. 1964 war sie Präsidentin der Mathematical Association.

## Veröffentlichungen (Auswahl)
- I. W. Busbridge, « Oxford Mathematics and Mathematicians », Mathematical Institute, University of Oxford, 1974.